# Balazuc
Balazuc è un comune francese di 378 abitanti situato nel dipartimento dell'Ardèche della regione dell'Alvernia-Rodano-Alpi.

## Origini del nome
Chiamata per tutto il medioevo con il nome latino Baladunum, ossia "collina consacrata al dio celtico Belanu", fu anche nota come Balan, Balon, Balaun, Baladuno, Baladun, Balazun.

## Storia
Uno dei primi feudatari conosciuti fu Ponzio de Baladuno, nobile cavaliere che partecipò alla prima crociata al seguito del conte di Tolosa. Fu ispiratore e probabilmente coautore, insieme a Raimondo di Aguilers, della Historia Francorum qui ceperunt Iherusalem e morì nel 1099 nell'assedio di Arqa.
Balazuc è stata anche la patria del poeta trovatore Guilhem de Balaun, vissuto nel XIII secolo.
Esiste ancora il castello medioevale nel centro del paese storico.

## Società

### Evoluzione demografica
Abitanti censiti